# Briksdalsbræen
Briksdalsbræen er en bræarm af Jostedalsbræen og ligger i  Jostedalsbreen Nationalpark. Briksdalsbræen ligger på nordsiden af Jostedalsbræen, i Briksdalen, inderst i Oldedalen i Stryn kommune i Vestland fylke i Norge. Briksdalsbræens top ligger ca. 1900 moh. og endte i Briksdalsbrevatnet 346 moh. (frem til 2008). 
Der er foretaget årlige frontmålinger siden 1900. Bræen havde fremstød omkring 1910 og 1930, men trak sig ca. 800 meter tilbage mellem 1932 og 1951. Briksdalsbrevannet kom frem i denne periode. Bræfronten har haft flere fremstød og perioder med tilbagegang. Ved et fremstød mellem 1987 og 1997 blev vandet igen helt dækket af bræen. Efter 1999 trak bræen sig hurtigt tilbage så søen i 2008 var fuldstændig bræfri. Målingerne foretages af  Norges vassdrags- og energidirektorat. 
Bræen har været et kendt turistmål siden 1800-tallet og trækker årligt 300.000 besøgende.
Briksdal fjellstove (fjeldstue)  3 km nedenfor bræen har eksisteret siden 1891, med madsalg og overnatning for turister.
61°40′N 6°53′Ø / 61.667°N 6.883°Ø